# Мезонбланш, Луиза де
Луи́за де́ Мезонбла́нш, бароне́сса Ла Ке (фр. Louise de Maisonblanche, Baronne La Caye; 17 июня 1676 — 12 сентября 1718) — внебрачная дочь короля Людовика XIV.

## Биография
Луиза была незаконнорожденной дочерью короля Людовика XIV от его любовницы Клод де Вен, входившей в число приближённых маркизы де Монтеспан, официальной фаворитки короля. Луиза была записана как дочь бывшего капитана кавалерии Филиппа де Мезонбланша и его супруги Габриэль де Ла Тур. 
В отличие от других детей короля от любовниц, она получила воспитание в доме своей матери, а после смерти матери в 1687 году была отправлена на попечение Франсуа и Катрин Ле Синьер, в доме которых проживала до 20 лет. 17 апреля 1696 года она вышла замуж за лейтенанта Бургундского полка Бернара де Прё, барона Ла Ке. В честь свадьбы Луиза получила в качестве приданного 40 000 ливров, которая считалось более скромным приданым по сравнению с тем, которое получили другие незаконные дочери короля. У супругов было в браке 11 детей, среди которых 6 сыновей и 5 дочерей.
Скончалась 12 сентября 1718 года в возрасте 42 лет от оспы.